# Tatort: Das fehlende Gewicht
Das fehlende Gewicht ist der 33. Fernsehfilm der Krimireihe Tatort und der zweite vom Saarländischen Rundfunk produzierte Tatort. Die Erstausstrahlung fand am 30. September 1973 statt. Es ist der letzte Fall mit Kommissar Liersdahl als Hauptermittler, sein Kollege Schäfermann ermittelt danach noch in vier weiteren Fällen bis 1984 als alleiniger Hauptermittler. Liersdahl und Schäfermann haben es mit einem Rauschgiftring und einem Informanten in Reihen des Zolls sowie einem Mord zu tun.

## Handlung
Die Kommissare Liersdahl und Schäfermann beobachten seit Stunden einen abgelegenen Gasthof, da dieser als Umschlagplatz für Rauschgift benutzt werden soll. Die Polizei kann die Männer auf frischer Tat ertappen, doch das Pulver erweist sich als Zucker und Mehl, so dass der Einsatz ein Reinfall ist. Liersdahl mutmaßt, dass es eine undichte Stelle bei der Polizei oder aber beim Zoll, der ebenfalls eingeweiht war, geben müsse. Da kürzlich ein Zollbeamter Heroin aus der Asservatenkammer gestohlen hat, konzentrieren sich Liersdahl und Schäfermann auf den Zoll. Derweil kommt der Zollinspektor Werner Ridder, der mit seiner sieben Jahre älteren Wirtin Vera Ponsold zusammenwohnt, von der Nachtschicht nach Hause. Sie konfrontiert ihn mit dem Vorwurf, sie mit einer jungen Frau namens Petra Scholz zu betrügen.
Petra Scholz wird unterdessen von einem Komplizen aufgesucht, der zu der Bande gehört, die bei der Razzia die Polizei vorgeführt hat. In dem Gespräch stellt sich heraus, dass er Petra Scholz auf Wolfgang Ridder angesetzt hat. Dieser hat das Heroin aus der Asservatenkammer gestohlen und Petra Scholz auch die Razzia verraten. Der Komplize fordert den genauen Lageplan der Asservatenkammer beim Zoll und die Schlüsselabdrücke.
Liersdahl und Schäfermann besuchen einen jungen Suchtkranken namens Wenzlaff in der Entzugsklinik, dieser weigert sich allerdings, seinen Lieferanten zu nennen. Liersdahl trifft sich mit einem Informanten, der ihm den Tipp gibt, dass ein Reisebus aus Marseille mit Drogen ankommen würde. Der Bus hat unterwegs einen Unfall, an der Unfallstelle treffen die beiden Kommissare auch auf den Zollinspektor Ridder. In der Kühlerhaube des Busses finden die Beamten Drogenpakete. Insgesamt wird eine Menge von 50 kg Heroin und Rohopium sichergestellt. Die Busfahrer konnten fliehen.
Petra Scholz bekommt von ihrem Komplizen ein Ultimatum von drei Tagen gestellt, um von Ridder den Schlüsselabdruck für die Asservatenkammer zu bekommen. Sie erzählt Ridder, dass sie beide in Lebensgefahr seien, wenn er es nicht tun würde. Unterdessen trifft sich Vera Ponsold mit dem Privatdetektiv, den sie beauftragt hat, Ridder zu beschatten und von dem sie die Informationen über die Beziehung Ridders zu Petra Scholz hat. Der Privatdetektiv berichtet ihr, dass Ridder mit Scholz einen Ortswechsel plant und rät ihr, sich von Ridder zu trennen. Daraufhin berichtet sie, dass sie dies bereits versucht habe, allerdings werde sie von Ridder bedroht. Der Detektiv rät ihr, die Polizei aufzusuchen.
Vera Ponsold sucht daraufhin Liersdahl auf und bringt zur Anzeige, dass sie Angst vor ihrem Untermieter, dem Zollinspektor Ridder, hat. Sie berichtet von seinen Kontakten zu einem Rauschgiftring und von Bedrohungen gegen sie. Zudem hat sie in der Tasche seiner Uniformjacke eine Lageplanzeichnung gefunden. Ridder hatte sie dabei erwischt und sie beschimpft und bedroht. Liersdahl verspricht, sich der Angelegenheit vertraulich anzunehmen und beruhigt sie, dass sie keine Angst haben müsse.
Ridder wird von seinem Vorgesetzten Zollrat Block und Liersdahl angehört. Dabei bestreitet er, Informationen über den Einsatz an Dritte weitergegeben zu haben. Block konfrontiert Ridder damit, dass im Bart des Schlüssels der Asservatenkammer Wachsreste gefunden wurden, was belegt, dass ein Abdruck zur Herstellung eines Nachschlüssels durchgeführt wurde. Ridder wird bis zur Klärung der Angelegenheit suspendiert. Ridder kann seine Dienstwaffe nicht aushändigen, da er diese zu Hause habe.
Währenddessen ist der Komplize von Petra Scholz schon wieder bei ihr und fordert noch weitere Mitarbeit von Ridder. Dieser soll auch Dienstpläne und Stärke der Bewachung der Asservatenkammer liefern. Ridder sucht Petra Scholz auf. Während sich der Komplize im Schrank versteckt hält, erzählt Ridder von seiner Suspendierung und dass die Dealer-Bande den Raub in der Asservatenkammer abblasen müsse, da der Verdacht nunmehr auf ihn falle. Weiterhin äußert er den Verdacht, dass Vera Ponsold ihn verraten habe. Anhand eines Zigarettenstummels kommt Ridder darauf, dass der Komplize sich im Schrank versteckt hält, und schlägt diesen nieder. Ridder erkennt in ihm Reinhold Gasparde, einen der Tatverdächtigen vom Gasthof. Gasparde droht Ridder für den Fall, dass dieser ihn verrät.
Ridder will nachts noch einmal weg, Vera Ponsold versucht, ihn daran zu hindern. Ridder will angeblich zu seiner Schwester nach Karlsruhe, Vera Ponsold drängt darauf, zumindest bis Pirmasens mitzufahren, was Ridder nicht möchte. Am nächsten Morgen findet eine Radfahrerin die Leiche von Vera Ponsold auf einer Brücke. Es wird festgestellt, dass Ponsold erschossen worden ist und zum Zeitpunkt des Auffindens noch keine Viertelstunde tot war. Das Projektil hat das gleiche Kaliber wie die Dienstwaffe Ridders.
Ridder wird am Grenzübergang Salzburg verhaftet. Zurück in Saarbrücken, bestreitet er den Mord an Vera Ponsold, seine Dienstwaffe sei in seinem Schreibtisch zu Hause. Er wollte zu seiner Schwester, die mit einem Rechtsanwalt verheiratet sei und sich dort juristischen Rat wegen seiner Suspendierung holen. Da diese im Urlaub in Salzburg gewesen seien, sei er ihnen nachgereist. Vera Ponsold habe er das letzte Mal beim Verlassen des Hauses gesehen, nach seinen Angaben ca. 50 Minuten vor ihrer Ermordung. Liersdahl konfrontiert Ridder mit der Aussage einer Nachbarin, die Ridder in seinem Wagen zusammen mit Ponsold hat wegfahren sehen. Ridder gibt nunmehr zu, dass sie bis Pirmasens mitfahren wollte. Im Auto sollen sie in Streit geraten sei, woraufhin Ponsold ausgestiegen und er allein weitergereist sei. In dem Hotel in Salzburg sind weder seine angebliche Schwester noch der Schwager registriert, Ridder hatte also auch in dieser Hinsicht gelogen.
Liersdahl konfrontiert Ridder nun mit der Aussage Ponsolds am Vortag über Ridders Verstrickungen mit der Drogenbande und dass sie Angst habe. Ridder verweigert nunmehr die Aussage, beteuert aber weiterhin seine Unschuld in Bezug auf den Mord. Schäfermann sieht sich am Tatort um, während Liersdahl ins Labor geht und sich dort bestätigen lässt, dass die Kugel, mit der Ponsold ermordet wurde, aus Ridders Waffe stammt. Schäfermann findet allerdings unterdessen heraus, dass die Tagebucheintragungen der letzten sechs Wochen, nach denen Ponsold Angst vor Ridder hatte, erst nachträglich von ihr geschrieben wurden.
Kurz danach erscheint Spaldinger, der Privatdetektiv, der für Frau Ponsold arbeitete, bei Liersdahl und Schäfermann. Spaldinger erzählt von dem Auftrag und davon, dass Ridder ein Verhältnis mit der jungen Petra Scholz hat. Er berichtet den Kommissaren weiterhin von der Angst vor Ridder, die Ponsold ihm gegenüber geäußert hatte. Schäfermann hingegen findet heraus, dass Frau Ponsold zwei Selbstmordversuche hinter sich hat und hält dies für eine wichtige Spur. Weiterhin kann Schäfermann ermitteln, dass Ridders Schwager tatsächlich Rechtsanwalt ist und in Salzburg in dem Hotel, das Ridder angegeben hatte, Urlaub machen wollte, allerdings kurzfristig umgebucht hat. Ridder wusste nur von dem ursprünglichen Hotel. Schäfermann ist nunmehr von Ridders Unschuld überzeugt.
Schäfermann fordert an der Brücke, an der Frau Ponsold erschossen wurde, Polizeitaucher an, diese finden die Tatwaffe im Wasser mit einem daran befestigten Gewicht. Frau Ponsold hat sich, wie Schäfermann dann demonstriert, selbst erschossen, so dass, nachdem sie die Waffe nach dem Schuss losgelassen hat, diese über das Brückengeländer ins Wasser fiel. Auf dem Dachboden von Frau Ponsold finden die Beamten dann noch eine alte Standuhr, in der das Gewicht fehlt, dieses ist das Gewicht an der Waffe. Liersdahl und Schäfermann versuchen, nachdem der Mordverdacht gegen ihn entkräftet ist, Ridder dazu zu bringen, seinen Verbindungsmann zum Drogenring preiszugeben. Dieser weigert sich weiterhin und möchte zunächst mit seinem Anwalt sprechen. Die Kommissare behalten ihn im Auge.
Ridder geht zu seiner Freundin Petra Scholz, in der Wohnung lauert ihm  allerdings Gasparde auf, der ihn niederschlägt. Als Ridder wieder zu sich kommt, hat er eine Waffe in der Hand. Petra liegt erschossen im Bad. Als Ridder die Wohnung verlässt und mit seinem Wagen wegfährt, folgt ihm Liersdahl, während Schäfermann die Wohnung aufsucht. Die Tür steht offen, die Leiche ist verschwunden. Ridder fährt zu dem Gasthof, auf dem zu Beginn des Films die Razzia durchgeführt worden war. Ridder will zu Gasparde, die anderen Bandenmitglieder geben vor, dass dieser nicht da sei. Ridder wird niedergeschlagen, Liersdahl dringt unterdessen auf den Gasthof vor und beobachtet, wie eine Kiste in ein Auto geladen wird. Er kann an die Kiste gelangen und entdeckt, dass diese mit Rauschgift gefüllt ist. Liersdahl gelingt es, Schäfermann zu verständigen und Verstärkung zu rufen. Auf dem Gasthof können die Drogen sichergestellt und die Bande kann verhaftet werden. Auch Petra Scholz ist dabei. Sie hatte sich nur tot gestellt, damit Ridder verschwindet. Sie sagt dem naiven Zollinspektor zu dessen Überraschung, dass sie ihn nur für die Zwecke der Bande benutzt hat.
Liersdahl stellt am Ende Schäfermann gegenüber resigniert fest, dass ihr Ermittlungserfolg nur ein Tropfen auf dem heißen Stein sei und die großen Hintermänner weitermachen würden.

## Rezeption
Bei der Erstausstrahlung am 30. September 1973 wurde ein Marktanteil der Einschaltquote von 68 % erreicht.
Das titelgebende Motiv, der einem ehemaligen Liebespartner einen Mord unterschiebende Selbstmörder, stammt von Arthur Conan Doyle aus der Geschichte Das Rätsel der Thor-Brücke.